# Dacrydium gibbsiae
Espèce
Classification phylogénétique
Statut de conservation UICN

 LC  : Préoccupation mineure
Dacrydium gibbsiae est une espèce de plantes de la famille des Podocarpaceae. On ne trouve cette espèce qu'en Malaisie, sur le mont Kinabalu.